# Göteborgs Internationella Konstbiennal
För Göteborgsbiennalen Nordisk konst 1939-1943, se Nordisk konst
Göteborgs Internationella Konstbiennal (GIBCA) är en biennal i Göteborg som visar internationell samtidskonst och som ägde rum första gången 2001. Biennalen initierades av Göteborgs kulturnämnd. De första tre biennalerna arrangerades inom ramen för Göteborgs stads kulturförvaltning egen organisation, 2001 och 2003 genom Enheten för Fri konst och Kultur samt 2005 genom Göteborgs Konsthall. År 2006 blev Röda Sten Konsthall huvudman för Göteborgs Internationella Konstbiennal. GIBCA är medlem i The European Biennial Network. och International Biennial Association.

## Övergripande mål
Göteborgs kulturnämnd har formulerat biennalens övergripande mål:
| ” | Göteborgs Internationella Konstbiennal skall stärka Göteborg som kulturstad och sätta Göteborg på kartan i ett internationellt sammanhang. Den skall visa internationell samtidskonst av hög kvalitet och vara en inspiratör för gallerier och andra aktörer i det lokala konstlivet samt öka intresset för det kreativa Göteborg utomlands. Göteborgs Internationella Konstbiennal har ett pedagogiskt uppdrag att förmedla samtidskonsten till göteborgarna och då särskilt till barn och ungdomar | „ |

## Historia

### 1:a upplagan - Erfarenhet – Upplösning (2001)
Den 9 juni 2001 invigdes Göteborgs första internationella konstbiennal som hade döpts till "Erfarenhet – Upplösning". Den pågick mellan 9 juni och 16 september. Utställningsområdet var i och omkring Göteborgs Konsthall, längs Kungsportsavenyn, i Bältespännarparken, i Kungsparken och på spårvagnslinje 9.
Utställningen var sammansatt av ett konstnärligt råd som bestod av Ewa Brodin, Britt Ignell och Lasse Lindkvist.

#### Medverkande konstnärer 2001
- Gunilla Bandolin, Sverige - "Skymould", Kungsparken
- Sean Bluechel, USA - "Generous Violation", Göteborgs Konsthall
- Daniel Buren, Frankrike - "Criss Crossing", gatukorsningar i centrala Göteborg
- Agnes Denes, USA - Kungsparken
- Hreinn Fridfinnsson, Island - "Basic Treatment", Skulpturer i centrala Göteborg
- Sigurdur Gudmundsson, Island - Göteborgs Konsthall
- Tom Hunter, Storbritannien - "Life and Death in Hackney", Göteborgs Konsthall
- Dan Perjovschi, Rumänien - "Free Flow", Göteborgs Konsthall och Café Espresso
- Robin Rimbaud aka: Scanner, Storbritannien, Spårvagn 9
- Ragna Robertsdottir, Island - "Sign Of Home", utanför Göteborgs Konsthalls entré
- Clara Ursitti, Kanada - "Bill", Göteborgs Konsthall

### 2: upplagan - Against all Evens (2003)
Göteborgs andra internationella konstbiennal hette Against all Evens och pågick mellan 24 maj och 24 augusti 2003. Carl Michael von Hausswolff var kurator för utställningen och han bjöd in 27 konstnärer från 14 länder. Utställningen visades på Göteborgs Konsthall, Göteborgs Konstmuseum, Hasselblad Center och på Konsthallen, Bohusläns museum i Uddevalla

#### Medverkande konstnärer 2003
- Simone Aaberg Kern, Danmark
- Candice Breitz, Sydafrika
- John Duncan, USA
- Martin Ekenberg, Sverige
- Max Fredrikson, Sverige
- Kendell Geers, Sydafrika
- Kim Gordon, USA
- Tommi Grönlund/Petteri Nisunen, Finland
- Russell Haswell, Storbritannien
- Hecker, Tyskland
- Carsten Höller, Tyskland
- Ryoji Ikeda, Japan
- Karl-Hans Janke, Tyskland
- Friedrich Jürgenson, Sverige
- Annica Karlsson Rixon, Sverige
- Richard Kern, USA
- Surasi Kusolwong, Thailand
- Teresa Margolles, Mexiko
- Vann Nath, Kambodja
- Phill Niblock, USA
- Monika Nyström, Sverige
- Else Marie Pade, Danmark
- PITA, Storbritannien
- Franz Pomassl, Österrike
- Nizar Ali Siala, Libyen
- Stelarc, Australien

### 3:e upplagan - More! than This –Negotiating realities(2005)
Mellan våren 2004 och vintern 2006 var Göteborgs Konsthall arrangör av biennalen. Denna gång anordnades biennalen under hösten istället för sommaren och den arrangerades i samarbete med Göteborgs Konstmuseum och Hasselblad Center.
Kurator för Göteborgs tredje internationella konstbiennal var Sara Arrhenius och utställningen hade titeln More ! than This - Negotiating realities. Utställningen pågick mellan 3 september och 6 november 2005.

#### Medverkande konstnärer 2005
- Christian Andersson, född 1973, Sverige - "9 was 6 if" & "The Philadelphia Experiment (1984 vhs copy)"
- Fikret Atay, född 1976, Turkiet - "Lalo's Story" & "Tinica"
- Michael Beutler, född 1976, Tyskland - "Flamingo Forest"
- Monica Bonvicini, född 1965, Italien - "Stonewall III" & "Big Knotted"
- Gerard Byrne, född 1969, Irland - "Homme à Femmes" & "Exercises for two actors and one listener"
- Miriam Bäckström, född 1967, Sverige - "Rebecka", "Rebecka as Anonymous", "Traveling tent for moving images" & "The Viewer"
- Runa Islam, född 1970, Bangladesh - "First day of spring" & "Time Lines"
- Lucia Koch, född 1966, Brasilien - "Light corrections"
- Gabriel Lester, född 1972, Nederländerna - "Fish, bird, deer, bear (a perfect food chain if only deer would eat fish and bears could catch more deer) - aka: Space in Pages"
- Ann Lislegaard, född 1964, Danmark - "Slamming the front door"
- Marcel Odenbach, född 1957, Tyskland - "The male story" & "The male story 2"
- Adrian Paci, född 1969, Albanien - "Pasolini Chapel" & "The death of Pasolili"

### 4:e upplagan - Rethinking Dissent  – om politikens begränsningar och motståndets möjligheter (2007)
Våren 2006 valdes Röda Sten kulturförening av Göteborgs stads kulturnämnd att arrangera 2007 års biennal. Som curator för biennalen valdes teamet Joa Ljungberg och Edi Muka vilket offentliggjordes i slutet av november 2006. Arbetstiteln var först Re-thinking Dissent med undertiteln Pleasure, visibility and engagement in the era of vanishing mediators. Den slutliga titeln blev Rethinking Dissent - om politikens begränsningar och motståndets möjligheter. Biennalen 2007 som pågick mellan den 25 augusti och den 25 november finansierades med 700.000 kronor från Västra Götalandsregionen, 2,6 miljoner kronor från Göteborgs kommun och med externa finansiärer. Förutom på Röda Sten Konsthall så visades delar av biennalen också på Röhsska museet, Göteborgs Konsthall, gamla posthuset på Drottningtorget och på galleriet Kaustik.

#### Medverkande konstnärer 2007
- Lida Abdul - What we saw upon awakening
- Adel Abidin
- AES + F (konstnärsgrupp) - Action Half Life Warriors
- Jane Alexander - Security
- Catti Brandelius - Jag är Evert Taube
- Tania Bruguera i samarbete med Yalí Romagoza och Ezequiel Suárez
- Democracia (konstnärsduo) - All of you are guilt except me - MEmorial to suicide bomber (2007)
- Jenny Grönvall - Tipspromenad
- Maria Heimer Åkerlund
- Thomas Hirschhorn - Concretion Re
- Mats Hjelm - How tables came to Umu Mad
- Pål Hollender - Clean
- Jenny Holzer - You won’t believe this!
- Lamia Joreige - Objects of war
- Marianne Lindberg De Geer i samarbete med Jan Alvermark - Några Brev från Svenskar till Kubaner
- Otto Karvonen
- Armando Lulaj - Living in Memory
- Mandana Moghaddam - Chelgis IV (Hedjle)
- Melik Ohanian
- Mario Rizzi - "Hanadi Jaradat" - Neighbours
- Joanna Rytel
- Anri Sala - Làk-kat
- Fia-Stina Sandlund - The way of socialism, An idealistic attempt & Reconstruction of an action that never took place
- Santiago Sierra
- Sislej Xhafa - Khaleen
- Hendrik Zeitler
- Johan Zetterquist
- Maria Heimer Åkerlund - Exercis
- Ola Åstrand

### 5:e upplagan - What a Wonderful World (2009)
För konstbiennalen 2009 gav kulturföreningen Röda Sten uppdraget som kuratorer till Celia Prado och Johan Pousette som valde temat What a Wonderful World vilket också blev biennalens titel. Titeln är hämtad ifrån Louis Armstrongs kända sång med samma namn. Biennalen 2009 pågick från 5 september till 15 november och finansierades bland annat av Västra Götalandsregionen, Göteborgs kommun Kulturrådet och Kulturkontakt Nord. Huvudarenorna var Röda Sten Konsthall, Göteborgs Konsthall, Göteborgs Stadsmuseum, Göteborgs konstmuseum, Stadsbiblioteket Göteborg och Galleri Box. Utöver detta visades även sju konstfilmer av nio konstnärer på Bio Capitol.

#### Medverkande konstnärer 2009
- Kutluğ Ataman - Twelve (2003) - Göteborgs Konsthall
- Rosa Barba - The Empirical Effect (2009) - Röda Sten
- Candize Breitz - Working Class Hero (A Portrait of John Lennon) (2006) - Röda Sten
- Love Enqvist - Diggers and Dreamers (2009) - Röda Sten (Bokprojekt som säljs på alla arenor)
- Tim Etchells - City Changes (2008) - Göteborgs Konsthall
- Amit Goren - Kafa (2009) - Röda Sten
- Susan Hiller - The Last Silent Movie (2007) - Göteborgs Konsthall
- Luis Jacob - Album VII (2008) och Without Persons (1999-2008) - Galleri Box
- Amar Kanwar - The Lightning Testimonies (2007) - Göteborgs stadsmuseum
- William Kentridge - What Will Come (has already come) (2007) - Göteborgs stadsmuseum
- Kristina Kvalvik - Notes From a Stranger (2009) - Göteborgs Konsthall
- Tracey Moffatt - Doomed (2007) - Göteborgs konstmuseum
- Hariton Pushwagner - Soft City (1969-1975) - Stadsbiblioteket Göteborg
- Catherine Sullivan - The Ice Floes of Franz Joseph Land (2003) - Röda Sten
- Jörgen Svensson - About Documentation (2009) och The World Next Door (2008) - Göteborgs stadsmuseum
- Fiona Tan - Tomorrow (2005) - Göteborgs stadsmuseum
- Alexander Vaindorf Present Unfinished / EUR Chronicle (2009) - Röda Sten

#### Bio Capitol
- Harun Farocki - Aufschub/Respite (2007) 30 min
- Amit Goren - Rabbi Firer: A Reason to Question ( 2008) 58 min
- Mats Hjelm - Black Nation (2008) 94 min
- Teresa Hubbard & Alexander Birchler - Night Shift (2005-2006) 8 min
- Victor Nieuwenhuijs & Maartje Seyferth - New Babylon de Constant (2005) 13 min
- Judi Werthein - Secure Paradise/Immer Wieder (2008) 15 min
- Artur Żmijewski - Repetition (2005) 75 min

### 6:e upplagan - Pandemonium: Art in a Time of 'Creativity Fever' (2011)
Curator för den sjätte biennalen var Sarat Maharaj som skapade en biennal på temat Pandemonium: Art in a Time of 'Creativity Fever' tillsammans med Stina Edblom, Dorothee Albrecht och Gertrud Sandqvist. Biennalen bestod av fyra delar; utställningen, en serie med performances, en sommarakademi och presentationer gjorda av deltagarna i denna akademi. Själva utställningen hade Röda Sten Konsthall som huvudarena, men ägde även rum på Göteborgs Konsthall, Göteborgs konstmuseum och Konsthallen på Bohusläns museum. Utställningen pågick mellan 10 september och 13 november. Totalt omfattade biennalen ett 70-tal konstnärer och av dessa ingick ett 30-tal i utställningen.
Curatorn Sarat kopplade bland annat begreppet Pandemonium till John Miltons epos Det förlorade paradiset från 1671 där Pandemonium är palatset som Lucifer och hans anhängare anlägger efter att de förkastats ur himlen. Milton i sin tur alluderade med detta begrepp över den turbulens som rådde i inbördeskrigets England. Kaos skapar oreda och förvirring men kan också vara utgångspunkten för kreativitet, nya tankar och förändring.
I samband med öppningsfesten av biennalen på Röda sten konsthall fick lokalen utrymmas på grund av en hotbild som riktats mot byggnaden. Fyra personer greps under söndagen den 11 september, misstänkta för terroristbrott. Händelsen fick internationell uppmärksamhet.

#### Utställande konstnärer
- Francis Alys - Röda sten konsthall
- Örn Alexander Ámundasson - Röda sten konsthall
- Zarina Bhimji - Göteborgs Konsthall
- Wim Botha - Göteborgs Konsthall
- Matthew Bukingham - Konsthallen - Bohuslän Museum
- Chen Chieh-Jen - Göteborgs konstmuseum
- Chimurenga - Göteborgs Konsthall
- Jimmie Durham - Röda sten konsthall
- Klas Eriksson - Röda sten konsthall
- Karolina Erlingsson - Röda sten konsthall
- Liam Gillick - Konsthallen - Bohuslän Museum
- Goldin+Senneby - Konsthallen - Bohuslän Museum
- Mahlet Ogbe Habte - Röda sten konsthall
- Zille Homma Hamid - Konsthallen - Bohuslän Museum
- Lisa Jeannin & Rolf Schuurman - Röda sten konsthall
- Isaac Julien - Göteborgs Konsthall
- Reena Saini Kallat - Göteborgs Konsthall
- Reena Saini Kallat - Konsthallen - Bohuslän Museum
- John Kelly - Röda sten konsthall
- Matts Leiderstam - Röda sten konsthall
- Antonio Vega Macotela - Göteborgs Konsthall
- Ernesto Neto - Röda sten konsthall
- William Pope.L - Röda sten konsthall
- Viktor Rosdahl - Röda sten konsthall
- Hans Hamid Rasmussen - Konsthallen - Bohuslän Museum
- Tino Sehgal - Göteborgs Konsthall
- Bryndís Snæbjörnsdóttir & Mark Wilson - Röda sten konsthall
- Åsa Sonjasdotter - Röda sten konsthall
- The New Beauty Council - Röda sten konsthall
- Inga Svala Thórsdóttir - Konsthallen - Bohuslän Museum
- Yoel Díaz Vázquez - Röda sten konsthall
- Jana Winderen - Röda sten konsthall
- Henrik Frisk & Stefan Östersjö - Göteborgs Konsthall

### 7:e upplagan - Play: Recapturing the Radical Imagination (2013)
Göteborgs Internationella Konstbiennal 2013 undersökte och reflekterade över två viktiga ingredienser i konstnärlig och politisk diskurs; leken och den radikala fantasin. Edi Muka & Stina Edblom var konstnärliga ledare och de inbjudna curatorerna var Katerina Gregos, Claire Tancons, Joanna Warsza och Ragnar Kjartansson i samarbete med Andjeas Ejiksson. Biennalen pågick 7 september till 17 november 2013 och utställningen visades på Röda Sten Konsthall, Göteborgs Konsthall och Hasselblad center, Stora Teatern samt längs med kajen vid Lilla Bommen. Inför 2013 års biennal startades även satellitprogrammet GIBCA Extended, där aktörer från Västra Götalandsregionen deltog med en egen idé och produktion som förhöll sig till biennalens tematik Play! Recapturing the Radical Imagination.

#### Medverkande konstnärer 2013
- Nabil Boutros – Röda Sten Konsthall
- Sonia Boyce – Göteborgs Konsthall
- Tania Bruguera – Lilla Bommen
- Spartacus Chetwynd – Stora Teatern
- Luc Deleu – Röda Sten Konsthall
- Åke Edwardson – Lilla Bommen
- Ninar Esber – Röda Sten Konsthall
- Forensic Architecture & Füsun Türetken – Lilla Bommen
- Parastou Forouhar – Röda Sten Konsthall
- Jorge Galindo & Santiago Sierra – Röda Sten Konsthall
- Andreas Gedin - Göteborgs Konsthall
- Guerrilla Girls - Röda Sten Konsthall
- Núria Güell - Lilla Bommen
- Maja Hammarén – Lilla Bommen
- Nicoline van Harskamp – Göteborgs Konsthall
- Johan Heintz – Göteborgs Konsthall
- Jean-Louis Huhta – Göteborgs Konsthall
- William Hunt – Stora Teatern
- Eunhye Hwang – Stora Teatern
- Katarzyna Krakowiak - Lilla Bommen
- Nevan Lahart – Röda Sten Konsthall
- Tala Madani – Röda Sten Konsthall
- Jill Magid – Lilla Bommen
- Mapa Teatro – Lilla Bommen
- Marion von Osten – Lilla Bommen
- Deimantas Narkevičius – Göteborgs Konsthall
- The New Beauty Council & MYCKET in collaboration with Maja Gunn – Göteborgs Konsthall
- Otobong Nkanga – Röda Sten Konsthall
- Nanna Nordström – Stora Teatern
- Pavel Pepperstein – Röda Sten Konsthall
- Psychic Warfare – Göteborgs Konsthall
- Roberto N Peyre – Göteborgs Konsthall
- Roberto Paci Dalò – Röda Sten Konsthall
- Karol Radziszewski – Göteborgs Konsthall
- Fernando Sanchez Castillos – Röda Sten Konsthall
- Carolee Schneemann - Stora Teatern
- Marinella Senatore - Röda Sten Konsthall
- Margrét Helga Sesseljudóttir - Stora Teatern
- Liv Strömquist - Röda Sten Konsthall
- Sunshine Socialist Cinema (Kalle Brolin & Kristina Müntzing) - Lilla Bommen
- Olav Westphalen - Röda Sten Konsthall
- Wooloo (Martin Rosengaard & Sixten Kai Nielsen) - Röda Sten Konsthall
- Per Zennström & Lennart Sjöberg - Hasselblad Center
- Qiu Zhijie - Röda Sten Konsthall

- Markus Öhrn - Verket Magic Bullet skulle ha visats på GöteborgsOperans fasad men blev inställt på grund av känsligt innehåll efter GöteborgsOperans beslut.

### 8:e upplagan - A story within a story...(2015)
Elvira Dyangani Ose var curator för den åttonde biennalen. Temat A story within a story... utforskade hur olika maktsystem använt glömska och tystnad som politisk strategi. Frågor kring vilka händelser som tystas ner idag och vilken roll konsten och kulturen har i historieskapande och sociala förändringsprocesser var centrala. Genom att lyfta fram konstnärer som i sina verk skildrade erfarenheter, handlingar och röster med ett politiskt engagemang, ville biennalen öppna och vidga tolkningen och förståelsen av vår historia. Biennalen pågick mellan den 12 september och 22 november och visades förutom på Röda Sten Konsthall också på Göteborg Konsthall, Hasselblad Center, 3:e Våningen, Göteborg Landvetter Airport and KKP Galleri.

#### Medverkande konstnärer 2015
- Anna Lundh
- Ângela Ferreira
- Arvo Leo
- Benandsebastian
- Bouchra Khalili
- Carlos Motta
- Coco Fusco
- Esther Shalev-Gerz
- Inmaculada Salinas
- Isabel Lewis
- Jacob Kirkegaard
- Kader Attia
- Kerry James Marshall
- Leslie Hewitt
- Loulou Cherinet
- Lynette Yiadom-Boakye
- María Berríos & Jakob Jakobsen
- Maryam Jafri
- Meleko Mokgosi
- Nástio Mosquito
- Petra Bauer & Rebecka Katz Thor
- Phoebe Boswell
- Pia Rönicke
- The Propeller Group
- Runo Lagomarsino
- Santiago Cirugeda på arkitektbyrån Recetas Urbanas
- Sara Jordenö
- Serge Alain Nitegeka
- Shilpa Gupta
- Simon Starling
- Theo Eshetu
- Tris Vonna-Michell

### 9:e upplagan -WheredoIendandyoubegin – On Secularity(2017)
Göteborgs Internationella Konstbiennal 2017 omfattade närmare 50 konstnärer, tillsammans med ett urval historiska artefakter, och fördjupade sig i frågan om det sekulära samhället. GIBCA 2017 ägde rum på Röda Sten Konsthall, Göteborgs Konsthall och på andra platser runtom i Göteborg, däribland Stadsbiblioteket Göteborg som visade film- och videoverk från den nordiska regionen som i första hand fokuserade på 1990-talet. GIBCA samarbetade med Platform for Artistic Research in Sweden (PARSE), vid Akademin Valand, som gav ut en specialutgåva av PARSE Journal som fördjupade frågan om sekularitet. Därtill medverkade GIBCA med program inom ramen för PARSE Biennalkonferens som ägde rum i november 2017. Curator var Nav Haq.

#### Medverkande konstnärer 2017
- Alexander Tovborg
- Archivo F.X. i samarbete med Bassam El Baroni & Pedro G
- Romero tillsammans med Doris Hakim
- Yassine Chouati & Equipe Media
- Basim Magdy
- Dimitri Venkov
- Etel Adnan
- Fahd Burki
- Fatma Bucak
- Francesc Ruiz
- Haegue Yang
- Haseeb Ahmed & Daniel Baird
- Hilma af Klint
- Jens Haaning
- Joakim Forsgren
- Jonas Staal
- Konungarikena Elgaland-Vargaland
- Lawrence Abu Hamdan
- Maddie Leach
- Michèle Matyn
- Måns Wrange/OMBUD
- Olivia Plender
- Public Movement
- Riikka Kuoppala
- Rose Borthwick
- Santiago Mostyn
- Saskia Holmkvist
- Ellen Nyman & Corina Oprea
- Shilpa Gupta
- Sille Storihle
- Vector.

##### Medverkande i videonWe're Saying What You're Thinkingpå Göteborgs Stadsbibliotek
Catti Brandelius, Cecilia Lundqvist, Claes Söderquist, Dorinel Marc, Elin Magnusson, Ellen Nyman, Eva Linder, Guds söner (Leif Elggren/Kent Tankred), Jannicke Låker, Jesper Nordahl, Johan Tirén, Lene Adler Petersen & Bjørn Nørgaard, Lene Adler Petersen & Bjørn Nørgaard & Henning Christiansen, Loulou Cherinet, Marko Raat.

### 10:e upplagan -Part of the Labyrinth(2019)
Lisa Rosendahl utsågs till kurator, inte bara för den tionde upplagan av biennalen, utan även för den elfte, som planerades att infalla år 2021, samma år som Göteborg planerade för sitt 400-årsjubileum. På detta sätt blir 2019 års biennal startpunkt för ett tematiskt arbete som sträcker sig fram till 2021 års upplaga.
Den övergripande tematiken på den 10:e upplagan är sammanflätning, "entanglement" på engelska, och biennalen tar sig formen av en utställning som i huvudsak presenteras på fyra olika platser: Röda sten konsthall, Göteborgs Konsthall, Göteborgs Naturhistoriska museum och Franska tomten. Utöver detta presenteras även en ljudverk i stadsdelen Haga. 
Staden Göteborg grundades 1621 och detta sammanfaller med Descartes formuleringar, som bildade grunden till den mekanistiska världsbilden, där världen beskrevs som ett maskinliknande system som kunde förstås genom att plockas isär i sina beståndsdelar. Genom kategorisering och uppdelning i allt finare fraktioner genererades kunskaper som ledde fram till den moderna världen, som å ena sidan innebar förbättrade livsvillkor för många men även exploatering och övergrepp på både natur och människor. Enligt Rosendahl arbetar idag konstnärer, filosofer, forskare och aktivister med att omformulera dessa gränsdragningar och tänkta motsatsförhållanden mellan natur och kultur, individ och kollektiv, dåtid och framtid, för att skapa ett mer hållbart samhälle.
Delutställningarna tar bland annat fasta på de olika platsernas olika historia, som Röda Sten Konsthalls industrihistoria, Naturhistoriska museets samlingar, Göteborgs Konsthalls modernistsiska arkitektur och Franska tomtens koloniala historia.
Titeln är hämtad från diktsamlingen Brev i april från 1979 av den danska poeten Inger Christensen, där hon skrev "Jag tänker, / alltså är jag del / av labyrinten", som en parafras på Descartes kända fras "Jag tänker, alltså finns jag".

#### Medverkande konstnärer 2019
- Elena Aitzkoa
- Özlem Altin
- Henrik Andersson
- Ibon Aranberri
- Sissel M. Bergh
- Hannah Black
- Black Quantum Futurism
- Liv Bugge
- Paolo Cirio
- Kajsa Dahlberg
- Cian Dayrit
- Michelle Dizon
- Sean Dockray
- Åsa Elzén
- Annika Eriksson
- Ayesha Hameed
- Tamara Henderson
- Rachel de Joode
- Hanna Kolenovic
- Susanne Kriemann
- Kent Lindfors
- Antonia Low
- Rikke Luther
- Eric Magassa
- David Ohlsson/Dit-Cilinn
- Doireann O’Malley
- Oliver Ressler
- Lorenzo Sandoval
- Pia Sandström
- Lina Selander & Oscar Mangione
- Knud Stampe
- Ayatgali Tuleubek